# أركادي بوريسوف
أركادي بوريسوف هو عسكري أوزبكستاني، ولد في 13 مايو 1901 في بخارى في أوزبكستان، وتوفي في 27 مايو 1942.